# From the Ashes
From the Ashes är den amerikanska punkrockgruppen Pennywise sjunde album, utgivet 9 september 2003.

## Låtlista
Samtliga låtar skrivna av Pennywise.
1. "Now I Know" - 2:59
2. "God Save the USA" - 3:06
3. "Something to Change" - 2:41
4. "Waiting" - 2:59
5. "Salvation" - 2:42
6. "Look Who You Are" - 3:05
7. "Falling Down" - 2:56
8. "Holiday in the Sun" - 3:06
9. "This Is Only a Test" - 2:57
10. "Punch Drunk" - 3:10
11. "Rise Up" - 2:47
12. "Yesterdays" - 3:34
13. "Change My Mind" - 2:09
14. "Judgement Day" - 2:49